# Georgi Nemsadze
Georgi Nemsadze (Georgisch: გიორგი ნემსაძე) (Tbilisi, 10 mei 1972) is een voormalig voetballer uit Georgië, die gedurende zijn loopbaan speelde als middenvelder in onder meer Duitsland, Zwitserland, Italië en Turkije. Hij beëindigde zijn actieve carrière in 2005 bij Dinamo Tbilisi.

## Interlandcarrière
Nemsadze speelde in de periode 1992–2004 in totaal 69 officiële interlands (nul doelpunten) voor het Georgisch voetbalelftal. Hij maakte zijn debuut voor de nationale ploeg op 2 september 1992 in het vriendschappelijke duel tegen Litouwen, dat met 1-0 werd verloren. Hij viel in dat duel na 57 minuten in voor Revaz Arveladze.

## Erelijst
Dinamo Tbilisi
- Georgisch landskampioen

1990, 1991, 1994, 1995, 2005
- Georgisch bekerwinnaar

1994, 1995,
 Grasshopper-Club Zürich
- Zwitsers landskampioen

1998